# Notoliparis macquariensis
Notoliparis macquariensis és una espècie de peix pertanyent a la família dels lipàrids.

## Descripció
- Fa 8,8 cm de llargària màxima.
- Nombre de vèrtebres: 56-58.[5][6]

## Hàbitat
És un peix marí i batidemersal que viu entre 5.400 i 5.410 m de fondària.

## Distribució geogràfica
Es troba al Pacífic sud-occidental.

## Observacions
És inofensiu per als humans.